# Ha Chaverim shel Yana
Ha Chaverim shel Yana è un film del 1999 diretto da Arik Kaplun.

## Riconoscimenti
- 1999 - Israeli Academy Award
  - Miglior film
- 1999 - Festival internazionale del cinema di Karlovy Vary
  - Globo di Cristallo